# Haworthia truncata var. maughanii
Haworthia truncata var. maughanii, una variedad de Haworthia truncata, es una  planta suculenta perteneciente a la familia Xanthorrhoeaceae. Es originaria de Sudáfrica.

## Descripción
Es una planta suculenta perennifolia que alcanza un tamaño de 2 a 20 cm de altura. Se encuentra a una altitud de hasta 400 metros en Sudáfrica.

## Taxonomía
Haworthia truncata var. maughanii fue descrita por (Poelln.) Halda y publicado en Acta Musei Richnoviensis, Sect. Natur. 4(2): 51, en el año 1997.
Sinonimia
- Haworthia maughanii Poelln. basónimo[4]